# Do You Feel Loved
Do You Feel Loved – piosenka rockowej grupy U2, pochodząca z jej wydanego w 1997 roku albumu, Pop. 
Piosenka była grana na żywo tylko podczas sześciu pierwszych koncertów trasy PopMart Tour. Od tego czasu zespół nie wykonał utworu na żywo. Podobieństwo instrumentalnej części piosenki do "Alien Groove Sensation" Naked Funk, zostało wytłumaczone w informacji zawartej w albumowej notce. Zespół przyznał, iż inspirację do stworzenia "Do You Feel Loved" stanowił właśnie ten utwór.

## Twórcy

### U2
- Bono - wokale główne
- The Edge - gitara, syntezatory, chórki
- Adam Clayton - gitara basowa
- Larry Mullen Jr. - perkusja, instrumenty perkusyjne

### Pozostali
- Flood, Steve Osborne - produkcja, syntezatory